# Список творів Миколи Лисенка
Нижче подано повний список творів Миколи Лисенка (1842—1912). Джерела, на основі яких складено список, подано у розділі Джерела.

## Вокальні, вокально-симфонічні та камерно-вокальні твори
За винятком музично-драматичних, вокальні твори Лисенка тут згруповано не за жанровими ознаками, а за основними тематичними блоками. Для огляду основних творів Лисенка за жанровими ознаками зверніться до статті Микола Лисенко.

### Опери
- «Гаркуша» (лібр. Михайла Старицького за п'єсою Олекси Стороженка) (1864, незакінчена)
- «Андрашіада» (лібр. М. Старицького і М.Драгоманова) (1866—1867, музика не збереглася)
- «Чорноморці» (лібр. М.Старицького за п'єсою Я.Кухаренка, 1872)
- «Різдвяна ніч» (лібр. М.Старицького за повістю М.Гоголя, 1872—1877)
- «Маруся Богуславка» (лібр. Івана Нечуя-Левицького, незакінчена, 1874)
- «Утоплена» (лібр. М.Старицького за повістю М.Гоголя «Майська ніч», 1883)
- «На Новий Рік» (лібр. Людмили Старицької, 1883/4, не знайдено)
- «Наталка Полтавка» (п'єса І.Котляревського, вокальні номери аранжував М.Лисенко, 1889)
- «Тарас Бульба» (лібр. М.Старицького за повістю М.Гоголя, 1880—1890)
- «Відьма» (текст Л.Яновської, 1901, незак.)
- «Сапфо» (лібр. Л.Старицької-Черняхівської, 1896—1904)
- «Енеїда» (лібр. М.Садовського за І.Котляревським, 1910)
- Літньої ночі (лібр. Валерії О'Коннор-Вілінської, незакінчена, 1910)
- опера-хвилинка «Ноктюрн» (лібр. Л.Старицької-Черняхівської, 1912)

#### Дитячі опери
- «Коза-Дереза» (лібр. А. Грабенка (Конощенка), О. Русова, С. Ліндфорс (Русової), в остаточному варіанті — Дніпрової Чайки) (1888),
- «Пан Коцький» (лібр. Дніпрової Чайки, 1891),
- «Зима і Весна, або Снігова краля», 1892) — всі 3 на лібр. Дніпрової Чайки (Л.Василевської);

### Музика до спектаклів
- «Простак» (текст Василя Гоголя (Яновського), 1813—1814 або 1823—1825),
- «Спів Офелії» (музика до трагедії «Гамлет» В. Шекспіра у перекладі М. Старицького, 1878),
- «Глитай, або ж Павук» (текст Марка Кропивницького, 1890),
- «Циганка Аза» (текст Михайла Старицького, 1890),
- «Чарівний сон» (текст М.Старицького, 1894),
- «Остання ніч» (текст М.Старицького, 1903),
- «Бувальщина» (текст А. Вельсовського (Велісовського), запис зроблено 1909),
- «Гетьман Дорошенко» (текст Людмили Старицької-Черняхівської, 1911)

### Музика до«Кобзаря»Тараса Шевченка

#### Серія перша
- «Ой, одна я, одна», сопрано (1868, 17 квітня)

- «Туман, туман долиною», сопрано (1868, 17 квітня)
- «На вгороді коло броду», сопрано
- «Садок вишневий коло хати», сопрано або тенор

- «Ой чого ти почорніло», баритон (1868)
- «Нащо мені чорні брови», сопрано або тенор
- «Ой люлі, люлі», сопрано (1869)
- «Якби мені, мамо, намисто», сопрано
- «Над Дніпровою сагою», контральто (1868)
- «Сонце заходить», два сопрано й тенор (1869)
- «Полюбилася я», мецо-сопрано або альт
- «Закувала зозуленька в зеленому гаї», мецо-сопрано
- «Утоптала стежечку через яр», мецо-сопрано

#### Серія друга
- «І багата я, і вродлива», контральто
- «Минають дні, минають ночі», баритон
- «Огні горять», тенор або баритон
- «Ой Дніпре мій, Дніпре» (спів Яреми з поеми «Гайдамаки (поема)»), баритон (1872, серпень)
- «Гетьмани, гетьмани» (з поеми «Гайдамаки»), баритон (1872, серпень)
- «Не женися на багатій», баритон (1872, серпень)
- «Зацвіла в долині червона калина», сопрано та тенор
- «Не тополю високую вітер нагинає», сопрано
- «За сонцем хмаронька пливе», сопрано, альт, тенор, бас
- «Ой по горі ромен цвіте», тенор
- «Якби мені черевики», сопрано
- «Б'ють пороги», кантата для солістів, хору та симфонічного оркестру (1878)

#### Серія третя
- «Реве та стогне Дніпр широкий» (з поеми «Причинна»), баритон або бас

- «І широкую долину», сопрано і тенор
- «Ой крикнули сірі гуси», сопрано або тенор

- «У неділю вранці-рано» (дума з поеми «Невольник»), тенор
- «Ми заспівали, розійшлись», сопрано й бас
- «Ой умер старий батько», контральто або сопрано
- «Та не дай, Господи, нікому», бас-баритон
- «Ой сяду я під хатою» (материн жаль), для мецо-сопрано
- «У тієї Катерини хата на помості», баритон
- «По діброві вітер виє» (з поеми «Тополя»), сопрано або тенор
- «Ой я свого чоловіка в дорогу послала», сопрано або мецо-сопрано
- «Тече вода з-під явора», для двох сопрано
- «Буває, іноді старий…», для баритона або тенора

#### Серія четверта
- Доля («Ти не лукавила зо мною»), тенор
  - Доля («Ти не лукавила зо мною»), баритон
  - Доля («Ти не лукавила зо мною»), бас
- «Росли укупочці», сопрано і тенор
- «Не вернувся із походу», мецо-сопрано
- «Понад полем іде» (вірш «Косар» з циклу «В казематі»), баритон або бас
- «Хустиночка мережаная, вишиваная» (з поезії «У неділю не гуляла»), сопрано
- «Учітеся, брати мої» (з послання «І мертвим, і живим, і ненародженим землякам моїм…»), бас
- «Чого мені тяжко. Думка», тенор
- «Єсть на світі доля» (з поеми «Катерина»), баритон
- «Якби зустрілися ми знову», мецо-сопрано
- «Ой стрічечка до стрічечки», сопрано
- «Чи ми ще зійдемося знову» (з циклу «В казематі»), сопрано або тенор в супроводі віолончелі та фортепіано (1876, 10 липня)
- «У гаю, гаю вітру немає. Серенада» (спів Яреми з поеми «Гайдамаки»), тенор (1876)
- «Гомоніла Україна» (з поеми «Гайдамаки»), тенор (1880, 12 липня)

#### Серія п'ята
- «Княжна» (з прологу поеми «Княжна»), тенор або баритон
- «Мені однаково» (з циклу «В казематі»), тенор (1878, 12 грудня)
  - «Мені однаково» (з циклу «В казематі»), баритон (1878, 12 грудня)
- «Ой виострю товариша», баритон (не пізніше 1892)
- «Ще як були ми козаками» (з вірша «Полякам»), баритон
- «Ой гляну я, подивлюся» («У неволі»), тенор
- «У перетику ходила», сопрано
- «Доле моя, доле» (з поезії «У неділю не гуляла»), баритон або бас
- «Вітер в гаї не гуляє» (з балади «Утоплена»), сопрано
- «Молітесь, братія, молітесь» (з поеми «Гайдамаки»), бас
- «Ой нема, нема ні вітру, ні хвилі» (з поеми «Гамалія»), для чоловічого хору з супроводом фортепіано (1871)
- «Сон», для мішаного хору без супроводу
- «О, милий Боже України» (з поеми «Гамалія»), для чоловічого хору з супроводом фортепіано
- «Широкая, високая, калино моя» (з поезії «Чого ти ходиш на могилу?» з циклу «В казематі»), для мішаного хору з супроводом фортепіано

#### Серія шоста
- «Радуйся, ниво неполитая» (з поезії «Ісаія. Глава 35»), кантата на 5 частин для солістів, хору та симфонічного оркестру
- «Іван Гус», для мішаного хору з супроводом фортепіано або симфонічного оркестру (1881)
- «Наш отаман Гамалія» (з поеми «Гамалія»), для чоловічого хору з супроводом фортепіано
- «У туркені по тім боці» (з поеми «Гамалія»), для чоловічого хору з супроводом фортепіано
- «Не хочу я женитися», для чоловічого хору з супроводом фортепіано
- «Ой діброво, темний гаю», для мішаного хору з супроводом фортепіано
- «Орися ж ти, моя ниво», для мішаного хору з супроводом фортепіано (1903)
- «Іван Підкова» («Було колись — в Україні…»), для чоловічого хору з супроводом фортепіано

#### Серія сьома
- «Барвінок цвів», для мішаного хору з супроводом фортепіано (не пізніше за середину березня 1903)
- «Вітер в гаї нагинає лозу і тополю», для мішаного хору з супроводом фортепіано
- «Була колись Гандзя» (з поеми «Гайдамаки»), для мішаного хору з супроводом фортепіано
- «Не дивуйтеся, дівчата. Од села до села» (з поеми «Гайдамаки»), для мішаного хору з супроводом фортепіано (не пізніше за середину березня 1903)

#### Поза серіями
- Заповіт, для соло тенора і чоловічого хору в супроводі фортепіано op. 1 (1868)
- Дума («За думою дума»), тенор (1896)
- «На вічну пам'ять Котляревському», кантата для солістів, хору та симфонічного оркестру (1895)
- «Встає хмара з-за лиману» (з поеми «Тарасова ніч»), для чоловічого хору з супроводом фортепіано
- «Боже, нашими ушима» (із «Псалмів Давидових»), для чоловічого хору (1910, січень)
- «Зійшлись, побрались», сопрано і тенор (1905, 5 липня)
- «Росли укупочці», сопрано і тенор
- «Один у другого питаєм, нащо нас мати привела», сопрано і тенор (не пізніше 1907, не знайдено)
- «Стоїть в селі Суботові» (з містерії «Великий льох»), баритон (1893, літо)
- «Ой пішла я у яр за водою», сопрано (1909)
- «Ой маю, маю я оченята»[1], мецо-сопрано або контральто (1909)
- «Світе тихий, краю милий» («Розрита могила»), баритон (1893, збереглися автограф мелодії і кілька тактів партії фортепіано)

### Твори на вірші різних авторів

#### Солоспіви
- Плач Ярославни. (Із «Слова о полку Ігоревім»). Переклад Михайла Максимовича. (Для сопрано)
- Вечір. Слова Михайла Старицького. (Для тенора)
- До Хортиці (на 25-ті роковини Т. Шевченка). Слова Якова Щоголева. (Для тенора)
- Моя могила. слова Володимира Александрова. (Для тенора)
- Милованка. Слова Адама Міцкевича, переклад Михайла Старицького. (Для сопрано або тенора)
- Не забудь юних днів. Слова Івана Франка. (Для сопрано або тенора)
- Місяцю-князю. Слова Івана Франка. (Для сопрано або тенора)

- Розвійтеся з вітром. Слова Івана Франка. (Для сопрано або тенора)
- Безмежнеє поле. Слова Івана Франка. (Для баритона)

- Я не кляв тебе, о зоре. Слова Івана Франка. (Для тенора)
- У сні мені марилось небо. Слова Семена Надсона, переклад з російської Людмили Старицької-Черняхівської. (Для тенора)
- Признание. Слова Семена Надсона. Мова російська. (Для тенора)
- Удосвіта встав я. Слова Пантелеймона Куліша. (Для тенора)
- Отсе тая стежечка. Слова Івана Франка. (Для тенора)
- Сиротина. Слова Олександра Кониського. (Для баритона)
- Ратай. Слова Олександра Кониського. (Для баритона)
- Людськість. Слова Володимира Самійленка. (Для баритона)
- Осінню віє. Слова Олександра Олеся. (Для тенора)
- Сонце заходить. Слова Миколи Вороного. (Для мецо-сопрано або баритона)
- Нічого, нічого. Слова Миколи Вороного. (Для тенора)
- Не дивися на місяць весною. Слова Лесі Українки. Вірш «Романс». (Для тенора)
- Смутної провесни. Слова Лесі Українки. Переспів італійського вірша Ади Негрі. (Для сопрано)
- Єрихонська рожа. Слова Дніпрової Чайки. (Для сопрано або мецо-сопрано)
- Східна мелодія. Слова Лесі Українки.(Для сопрано або мецо-сопрано)

- Айстри. Слова Олександра Олеся. (Для тенора)
- Любов («О, не дивуйсь»). Серенада. Слова Олександра Олеся. (Для тенора)
- В грудях вогонь. Слова Михайла Старицького. (Для баритона)
- Порвалися струни. Слова Олександра Олеся. (Для тенора)
- На сірій скелі мак цвіте. Слова Олександра Олеся. (Для тенора)
- Прийди, прийди. Слова Олександра Олеся. (Для тенора)
- Літній вечір. Слова Олександра Олеся. (Для тенора в супроводі флейти і фортепіано)
- В ясну ніч. Слова Олександра Кониського. (Для тенора)

- Ти не моя, дівчино дорогая. Слова Степана Руданського. (Для тенора)
- В мою похмуру ніч. Слова Генріха Гейне. Переклад Людмили Старицької-Черняхівської. (Для тенора)
- В небі високім, в блакитнім просторі. Слова Семена Надсона. Переклад Людмили Старицької-Черняхівської. (Для тенора)
- Човен ["Заграло, запінилось синєє море…"]. Слова Євгена Гребінки. (Для баритона)

- Ні, мамо, не можна нелюба любить. Українська мелодія. Слова Євгена Гребінки. (Для сопрано)
- Нічка лукавая. Слова Одарки Романової.
- [Зіронька] — (Дивлюсь я — нічого не бачу)
- Де ти? Слова Одарки Романової.
- Зоря з місяцем над долиною зустрічалася.
- Ох, і ночі, ночі. Слова Михайла Старицького.

Вокальний цикл на слова Генріха Гейне
- Коли настав чудовий май. Переклад Лесі Українки. (Для баритона)
- Чого так поблідлі ті рожі ясні. Переклад Лесі Українки. (Для баритона)
- З мого тяжкого суму. Переклад Максима Стависького [М. Славинського]. (Для баритона)
- Всі люди, кохана, дурні. Переклад Максима Стависького [М. Славинського]. (Для тенора)
- На личеньку у тебе. Переклад Максима Стависького [М. Славинського]. (Для тенора)
- У мене був коханий, рідний край. Переклад Миколи Лисенка (?). (Для тенора)
- У мене був коханий, рідний край. Переклад Миколи Лисенка (?). (Для баритона)
- Тебе, моя любко єдина. Переклад Лесі Українки. (Для тенора)
- Дівчино, рибалонько люба. Переклад Лесі Українки. (Для тенора)
- Коли розлучаються двоє. Переклад Максима Стависького [М. Славинського]. Дует. (Для сопрано і мецо-сопрано)
- Коли розлучаються двоє. Переклад Максима Стависького [М. Славинського]. Дует. (Для тенора і баса)
- На півночі, на кручі. Переклад Максима Стависького [М. Славинського]. Дует. (Для тенора і баритона)
- На півночі, на кручі. Переклад Максима Стависького [М. Славинського]. Дует. (Для сопрано і мецо-сопрано)
- В розкішній красі таємничій. Балада. Переклад Лесі Українки. (Для баритона)
- Не жаль мені. Переклад Лесі Українки. (Для баритона)
- У сні я плакав. Переклад Максима Стависького [М. Славинського]. (Для баритона)
- Наче та, що з хвиль вродилася. Переклад Максима Стависького [М. Славинського]. (Для тенора)
- У Рейні в гарній річці.

#### Дуети і тріо
- Не забудь юних днів. Слова Івана Франка. Дует. (Для тенора і баритона)
- Пливе човен. Слова народні. Дует. (Для сопрано і мецо-сопрано)
- Пряля. Слова Якова Щоголева. Дует. (Для сопрано і мецо-сопрано)
- Напровесні. Слова Лесі Українки. Дует. (Для сопрано і мецо-сопрано)
- Гроза пройшла. Слова Олександра Олеся. Дует. (Для двох сопрано)
- Сонце ся сховало. Слова Ізидора Воробкевича. Тріо. (Для сопрано, тенора і баса)
- Баламут. Слова народні. Дует. (Для сопрано і мецо-сопрано)

#### Хори
- На прю! Слова Михайла Старицького. (Для чоловічого хору)
- Ясне сонце в небі сяє. Зі «Слова о полку Ігоревім». Переклад Михайла Максимовича. (Для мішаного хору у супроводі фортепіано)
- Поклик до братів-слов'ян. Слова Михайла Старицького. (Для чоловічого хору)
- Молитва («Боже великий, єдиний»). Гімн. Слова Олександра Кониського. (Для дитячих (жіночих) голосів у супроводі фортепіано)
- Жалібний марш (до 27-х роковин смерті Шевченка). Слова Лесі Українки. (Для тенора соло та мішаного хору у супроводі фортепіано)
- Матушка Царица, солнце наше красно. Ювілейний хор до святкування 50-річчя Київського Інституту шляхетних дівчат. Слова Є. Полянської.
- Ой що в полі за димове. Слова Івана Франка. (Для мішаного хору у супроводі фортепіано)
- Пливе човен. Слова народні. (Для мішаного хору)
- Сон. Слова Осипа Маковея. (Для мішаного хору)
- Вічний революцйонер. Слова Івана Франка. (Для чоловічого хору у супроводі фортепіано)
- Гей, за наш рідний край. Марш. Слова Володимира Самійленка. (Для мішаного хору у супроводі фортепіано)
- Три тости. Слова Олександра Олеся. (Для чоловічого хору з супроводом фортепіано)
- Три менти. Слова Олександра Олеся. (Для чоловічого хору)
- Тихесенький вечір. Слова Володимира Самійленка. (Для жіночого або дитячого хору із супроводом фортепіано)
- До 50-х роковин смерті Т. Г. Шевченка. Кантата. Слова Володимира Самійленка. (Для баритона, тенора соло та мішаного хору у супроводі фортепіано)

Духовні хорові твори
- Кант Розп'яттю Христову («Хресним древом розп'ятого»). (Для мішаного хору)
- Діва днесь. Різдвяна псальма. (Для мішаного хору)
- Камо пойду от лица твоєго, Господи, і от Духа твоєго камо біжу…На текст 138 псалма Давидового. Концерт. (Для мішаного хору)
- Пречиста Діво, мати Руського краю. Молитва. (Псальма). [На моти лірницької пісні]. (Для мішаного хору)
- Херувимська. На канонічний релігійний текст. (Для мішаного хору)

### Обробки українських народних пісень

#### Для голосу з фортепіано

##### Випуск перший (Лейпциг, 1868)
1. «Ой зійшла зоря вечіровая»
2. «Оженивсь козак» (Біла Церква)
3. «Ой пила, пила та Лемериха» (про жіночу долю)
4. «Ой пила, пила та Лемериха» (варіант)
5. «Ох і ти, гетьмане»
6. «Ой пущу я кониченька в саду» (козацька)
7. «Ой ще не світ, ой ще не світ, ой ще не світає» (козацька) (Канівський повіт)
8. «Ой у полі, та й у Баришполі» (козацька)
9. «Та не жур мене, моя мати» (Кременчук, Канівський повіт)
10. «Ох і горе, горе, гей, нещаслива доле» (гайдамацька)
11. «Ой у лузі та і при березі» (козацька)
12. «Максим козак Залізняк» (для хору)
13. «Гей, не дивуйте, добрії люди» (історична, для хору)
14. «Ох, косить хазяїн та на сіножаті» (Біла Церква)
15. «Ой не стелися, хрещатий барвінку» (чумацька)
16. «Ой у полі криниченька» (чумацька)
17. «Ой глибокий колодязю, золотії ключі» (про жіночу долю)
18. «Ой попливи, вутко, проти води прудко» (про жіночу долю) (Чернігів)
19. «Ой і зрада, карі очі, зрада» (про жіночу долю) (Чернігів)
20. «Ой мати, мати, мати» (любовно-жартівлива) (Переяслав)
21. «Ой гаю, мій гаю» (про жіночу долю) (Немирів)
22. «Ой гаю, мій гаю» (2-й варіант)
23. «Ой гаю, мій гаю» (3-й варіант)
24. «Чи ти, милий, пилом припав» (про жіночу долю)
25. «Зеленая ліщинонько» (про кохання)
26. «Ой на гору козак воду носить»
27. «Ох і повій, повій, буйний вітре» (про кохання) (Канівський повіт)
28. «Та бодай тая степовая» (про жіночу долю) (Чернігівщина)
29. «Та бодай тая степовая» (1-й варіант)
30. «Лугом іду, коня веду» (любовно-жартівлива) (с. Гриньки)
31. «Дощик, дощик капає дрібненько» (любовно-жартівлива) (з-під Канева)
32. «Ой не шуми, луже, зелений байраче» (про кохання)
33. «Ой учора орав» (про кохання) (Чернігів)
34. «Ой чи цвіт, чи не цвіт»
35. «Ой ішов я вулицею раз, раз»
36. «Ой джигуне, джигуне» (жартівлива) (Кременчук)
37. «Чумарочка рябесенька» (жартівлива) (Кременчук)
38. «Чорна гречка, білі крупи»
39. «Коли б мені, Господи»
40. «Король» (танок)

##### Випуск другий (Лейпциг, 1869)

###### Пісні козацькі
1. «Дума про Палія і Мазепу» (Ніжин)
2. «Про швачку»
3. «Про Саву Чалого»
4. «Про руйнування Січі»
5. «Про Харка» (Київ)
6. «Ой негаразд, запорожці»
7. «Гомін, гомін по діброві»
8. «Ой не пугай, пугаченьку» (Чернігів)
9. «Ой крикнула лебідонька»

###### Пісні чумацькі
1. «Ой з-за гори, та із-за крутої» (Канівський повіт)
2. «Ой чумаче, чумаче» (Переяславський повіт)
3. «Ой по горі сірі воли ходили» (Борзна)

###### Пісні бурлацькі
1. «Ой що ж бо та й за ворон» (Чернігів)
2. «Та не спав я нічку» (Катеринославщина)
3. «Та забіліли сніги»

###### Рекрутські (некрутські) пісні
1. «Та поза кадом-виноградом»
2. «Ой по горах та сніги біліють»

###### Пісні побутові (про повсякденне життя)

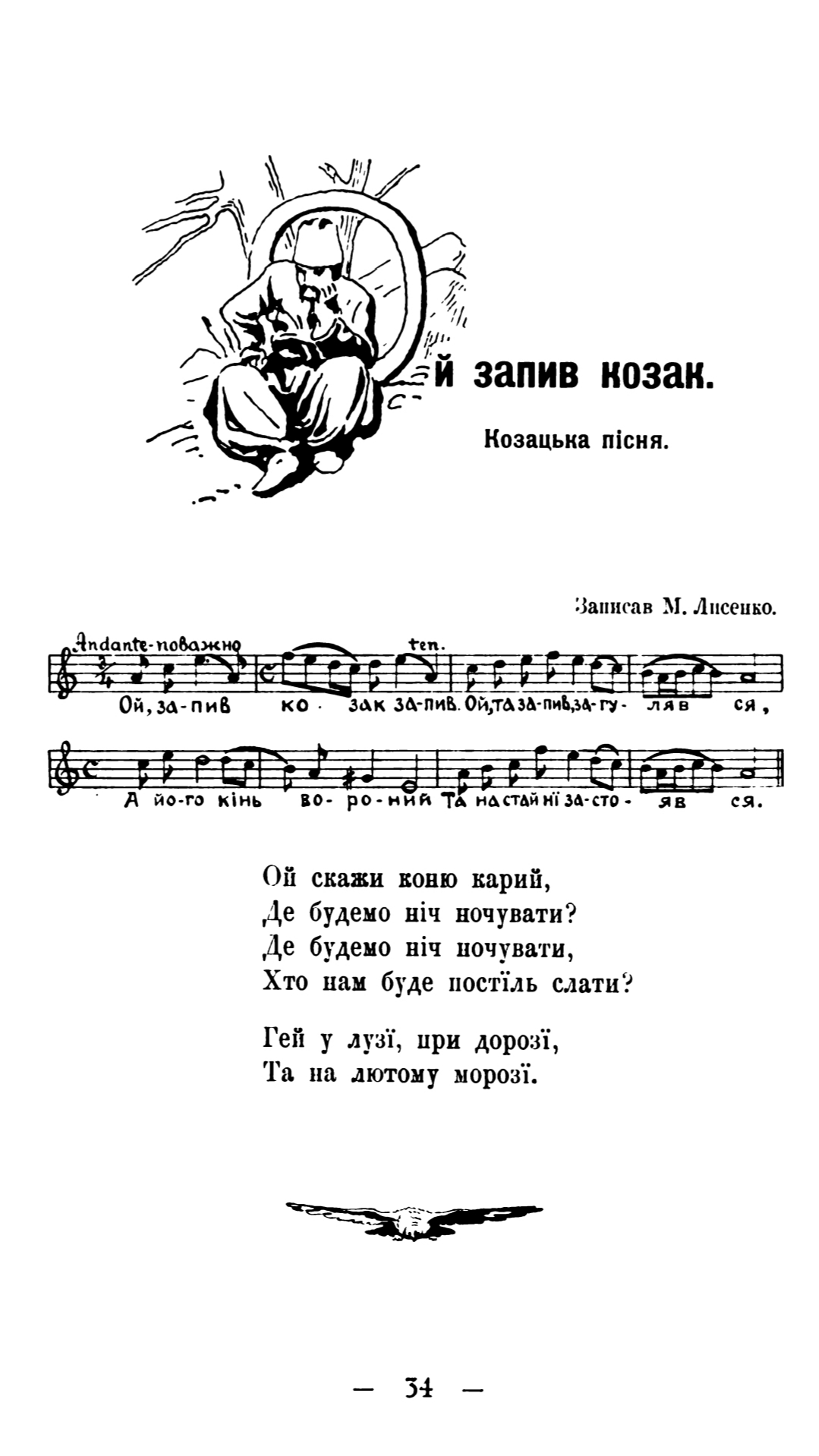
Українська народна пісня «Ой запив козак, запив». Музика Миколи Лисенка. З віденського видання 1916 року.

1. «Да в Києві на ринку» (від Е. І. Красковської, перечула від Тараса Шевченка)
2. «Да туман яром» (с. Вороньки)
3. «Да жила собі да удівонька» (Полтавщина)
4. «Казав мені батько»
5. «Ой ти, місяцю-зоре»
6. «Щось у лісі зашуміло» (Чернігів)
7. «Ой ходила дівчина бережком» (Чернігів)
8. «Ой у полі озерце» (Чернігів)
9. «Ой запив козак, запив»
10. «Ой важу, важу»
11. «Вийду я на гіроньку» (Катеринославщина)
12. «Ой ненько, ненько, зацвіло серденько» (Чернігів)
13. «Туман, туман по долині» (с. Гриньки)
14. «Розвивайся ти, дубочку» (Кобилянський повіт)
15. «Ой я в батька єдиниця» (с. Вороньки)
16. «Ох і вийду я за ворітечка» (Полтавщина)
17. «Ой зійди, зійди, ясен місяцю» (Одеса)
18. «Ой по горах, по долинах» (Полтавщина)
19. «Ой піду ж я лісом-бором» (Чернігів)
20. «Не хилися, сосно» (Чернігів)
21. «Ой не світи, місяченьку» (с. Гриньки)
22. «Горе мені на чужині» (Київ)
23. «Ой Гандзю милостива» (Прилуцький повіт)

##### Випуск третій (Київ, 1876)

###### Історичні пісні
1. Про Калнишевського
2. Про Нечая
3. Про козака Байду (Таращанський повіт)
  - Про козака Байду (1-й варіант)
4. Тече вода з-під каменя
5. Що в Києві на риночку (Чернігів)
6. Добрий вечір тобі, зелена діброво (Бобринець)

###### Чумацькі й бурлацькі пісні
1. Ой летів пугач та понад возами (Харків)
2. Ой горе тій чайці (Богодухівський повіт)
3. Вилітали орли з-за крутої гори (Чернігівщина)

###### Сімейні пісні
1. Ой ти, багачу (Чернігівщина)
2. Ой оре Семен, оре (Чернігівщина)
3. Що молода жінка з старим мудрувала (Чернігівщина)
4. Ой хмелю ж мій, хмелю (Чернігівщина)
5. Тяжко-важко, ой хто коло любить (Роменський повіт)
6. Ой у полі билиночка колихається (Чернігівщина)

###### Пісні про горе й кохання
1. Ох, і бачиться лісок невисок (Чернігівщина)
2. Не співайте, півні (Кролевецький повіт)
3. Ой чиї ж то воли по горі ходили (Ніжин)
4. Та й за тучами громовиими (Козелецький повіт)
5. Ой жаль мені вечірочка (Кролевецький повіт)
6. Що ж сама ж я, сама, як билиночка в полі (Чернігівщина)
7. Ой сама ж я, сама пшениченьку жала (Чернігівщина)
8. Ой щось мені не легко (Чернігів)
9. Чи я вплила, чи я вбрела (Чернігівщина)
10. Ой жаль мені, жаль (Кролевецький повіт)
11. Тихо, тихо Дунай воду несе (Чернігівщина)
12. Да коли б мені доля (село Будище, Чернігівщина)
13. Ой не стукай, вражий сину, не стукай (Чернігівщина)
14. Ой у лузі-лузі, гей, ходять волики в плузі (Глухівський повіт)
15. Ой у полі криниченька одна (Кролевецький повіт)
16. Да болять ручки-ніжки (Богодухівський повіт)
17. Ой ішов козак з косовиці (Богодухівський повіт; від Гапки Іщенко)
18. Ой перепеличка (Богодухівський повіт)
19. Що за слава в світі стала (Звягельський повіт, Волинщина)
20. Без тебе, Олесю (с. Жабориці, Волинщина)

###### Жартівливі (гумористичні) пісні
1. Коли б мати не била
2. Да куди їдеш, Явтуше?
3. Як поїхав мій миленький
4. Чом, чом чорнобров

###### Міщанськи (міські), ремісничі пісні
1. Про Купер'яна (Волинщина)

##### Випуск четвертий (Київ, 1887)

###### Історичні пісні
1. Про Нечая. (Шість варіантів)
2. Про Харка і Гнатка
3. Зажурилась Україна
4. Про Михайла
5. Про Довбуша (опришка з Галичини). (Два варіанти)

###### Козацькі, чумацькі, бурлацькі пісні
1. Про Голоту. (Три варіанти)
2. Ой в дорозі на ростоці
3. Та на біду, на горе козак уродився
4. Ой пили, пили козаченьки
5. Ой на горі огонь горить
6. Гей, шпориш по дорозі
7. Ой у Києві та на городищі
8. Гей, у степу криниченька
9. Та запив чумак
10. Їде чумак у дорогу
11. Ох, і я з горя і печалі

###### Вуличні парубочі пісні
1. Вулиця гуде, гей, де козак іде
2. Ревуть води, шумлять лози
3. Ой з-за гори, з-за крутої

###### Родинні пісні
1. Побратався сокіл із сивеньким орлом. (Варіант)
2. Побратався сокіл із сивеньким орлом.
3. Ой із-за гори та буйний вітер віє. (Два варіанти)
4. Ой добрая годинонька була

###### Про горе, любов та зраду
1. Ой чи воленька, чи неволя
2. Ромен-зілля та й у кучері в'ється
3. Ой там за горою, та за кремінною
4. Та нема гірш нікому, як тій сиротині
5. Що сьогодні я тута
6. Іду ж бо я, іду, коня поганяю
7. Ой ти, місяцю-зоре
8. Щасливому по гриби ходити
9. Ой мала я два садочки
10. Гиля, гиля, сірі гуси, на тихую воду
11. Плине качур по Дунаю
12. Жалі мої, жалі
13. Бескиде зелений, в три ряди саджений
14. Маріє, Маріє, та чого ходиш-нудиш
15. Маріно, Маріно, ой чого ти тужиш. (Варіант)

###### Жартівливі пісні
1. Чом, чом не прийшов
2. Задумав дідочок
3. Ой мій милий умер, умер

##### Випуск п'ятий (Київ, 1892)

###### Пісні козацького циклу
1. Про Перебийноса (Про Перебійноса).(Словесний переспів пісні про Нечая з самостійним мотивом)
2. Ой не знав козак (Про Супруна)
3. У городі у Тамані
4. Ой під лісом та й під Лебедином. (Дума)

###### Пісні родинні, побутові
1. У суботу рано-пораненьку
2. Ой у неділеньку рано-пораненьку
3. Ой зав'яла червона калина (про п'яницю)
4. Ой у Галі свекруха лихая
5. Ой з-за гори дощик
6. Голівонька моя бідная
7. Голівонька моя бідная. (Варіант)
8. Ой давно-давно я в батька була
9. Чорна хмара наступає
10. Вийду за ворота

###### Пісні рекрутські, вуличні, парубочі
1. Калинонька та малинонька
2. Та калино-малино. (Варіант)
3. Ой гай, мати, ой гай зелененький
4. Ой кряче, кряче та чорненький ворон
5. Ішов козак дорогою
6. Ой здорова, чорноброва
7. Тепер моя головонька в горі
8. Куди вітер віє, то туди я й хилюся
9. Куди вітер віє, то туди я й хилюся. (Варіант)
10. Пливе щука з Кременчука
11. Чом дуб не зелений
12. Та зеленая горішина
13. Ой відсіль гора
14. По той бік гора, по цей бік гора. (Варіант)
15. Копав же я та криниченьку
16. Ой викопав я криниченьку. (Варіант)
17. Ой бувай здорова

###### Пісні про жіноче горе, любощі, зраду
1. Ой прибудь, прибудь
2. Ой ти, горо крем'яная
3. Ой у лісі клен-дерево різно
4. Ой у полі три доріжки різно. (Варіант)
5. Беру воду та з переброду.
6. Ой приїхав мій миленький з поля. (Два авріанти)
7. Ой ти, дубе кучерявий
8. Та малісіньке солов'ятко
9. Під горою деркач дере
10. На вгороді калина
11. Стояла на колодці
12. Ой умер, умер та козаченько
13. Ой лугом іду, голосок веду. (2-й варіант)
14. Про Петруня

###### Пісні побутові (беседні), жартівливі
1. Про чечотку
2. Ой кумо, кумо, добра горілка

##### Випуск шостий (Київ, 1895)

###### Пісні історичного змісту
1. Гей, ой поїхав та пан Лебеденко. (Гайдамацька)
2. Ой колись була в степу воля
3. А що із-за гори вилітав сокіл
4. Ой тисяча сімсот дев'яносто першого року

###### Пісні родинні, побутові
1. Жила вдова на Подолі. (Про розбишак)
2. Ой умру ж бо я, умру
3. Чоловіче мій, дружино моя
4. Журба за журбою, туга за тугою
5. Піди, хлопче, та введи коника вороного
6. В темнім лісі, в темнесенькім лісочку. (Невольницька)
7. У неділю поза сіллю
8. У неділю й рано-пораненьку
9. Ой коли б я знала, а що тепер буде
10. Ой жила удівонька та й на роздоллі
11. Ой три сестри-жалібниці
12. Чорна хмара наступає
13. Ой у неділеньку, рано й пораненьку. (Про Коваленка)
14. Ой виорю нивку широкую
15. Чого, мила, губи дмеш?
16. Не одна година од Бога настала
17. Ой журавлю, журавлю
18. Ой хмариться, дощ буде

###### Пісні парубочі, вуличні
1. Ой запив козак, та запив бурлак
2. Ой піду я понад море
3. Журба мене сушить
4. Калино-малино, чого в лузі стоїш?

###### Пісні дівочі про кохання, любощі, зраду
1. Ой жаль мені вечірочка. (Вечірня)
2. Та пожену я на яр товар. (Вечірня)
3. Ой під горою, під кам'яною
4. Пливе човен, води повен
5. Козак виїжджає, дівчинонька плаче
6. Ой Боже, Боже, що бо те кохання зможе. (Два варіанти)
7. Коло броду брала дівка воду
8. Ой зійди, зійди, зіронько вечірняя. (Вечірня)
9. Йдуть корови та із діброви
10. Молода дівчина шинкувала

###### Пісні жартівливі
1. Ой на горі санчата
2. Чи ти мені, серденько, мила
3. Солом'яні бички мав
4. Дівчино моя, ти ж моя мати

#### Для хору з фортепіано
Збірники українських народних пісень для хору. Авторське видання — «десятки».

##### Перший десяток
Київ, 1885. Усі пісні — для чоловічого хору.
1. Про Байду. (Історична)
2. Ой на горі та женці жнуть. (Історична)
3. Ох, і горе, горе. (Козацька)
4. Та щука-риба в морі. (Парубоча)
5. Ой і не стелися, хрещатий барвінку. (Чумацька)
6. Гуляв чумак на риночку. (Чумацька)
7. Ой там за Дунаєм. (Парубоча, вулична)
8. Ой із-за гори та буйний вітер віє. (Родинна)
9. Нащо було старому жениться. (Жартівлива)
10. Та туман яром котиться. (Парубоча)

##### Другий десяток
Київ, 1887. Пісні № 1-7, 9 — для чоловічого хору, № 8, 10 — для мішаного хору.
1. Ой Січ-мати. (Історична)
2. Ой Морозе та Морозенку. (Історична)
3. Ой пущу я кониченька в саду. (Козацька)
4. Ой у полі два явори. (Чумацька)
5. Ой гаю, мій гаю. (Про жіночу долю)
6. Гей! По синьому морю.
7. Ой і п'є козак, п'є. (Про жіночу долю)
8. Ой любив та кохав. (Любовно-жартівлива)
9. Ой та спився козак, спився. (Козацька)
10. Ой послала мене мати. (Жартівлива)

##### Третій десяток
Київ, 1880. Пісні № 1-5 — для чоловічого хору, № 6-10 — для мішаного хору.
1. Гей гук, мати, гук. (Бурлацька)
2. Розлилися круті бережечки. (Козацька)
3. Та забіліли сніги. (Бурлацька)
4. Що по горах сніги лежать. (Чумацька)
5. Ох і закувала сива зозуленька. (Побутова)
6. Туман яром, пшениченька ланом. (Про кохання)
7. Ой на горі василечки сходять. (Про кохання)
8. Та нема гірш нікому. (Родинна)
9. Ой знати, знати, хто кого любить. (Любовно-жартівлива)
10. Час додому, час. (Любовно-жартівлива)

##### Четвертий десяток
Київ, 1891. Пісні № 1-4 — для чоловічого хору, № 5-10 — для мішаного хору.
1. Ой наступає та чорна хмара. (Козацька)
2. Ой бре, море, бре. (Побутова)
3. Ой чи се ж той бурлацюга. (Бурлацька)
4. Ой по горах а сніги біліють. (Рекрутська)
5. Ой під горою, під перевозом. (Про кохання)
6. Ой гиля-гиля, гусоньки. (Про кохання)
7. Не топила, не варила. (Жартівлива)
8. Коло млина, коло броду. (Про кохання)
9. Спать мені не хочеться. (Любовно-жартівлива)
10. Ох, та не люби двох. (Любовно-жартівлива)

##### П'ятий десяток
Київ, 1892. Пісні № 1-5 — для чоловічого хору, № 6-10 — для мішаного хору.
1. Та тече вода з-під города. (Вулична)
2. Ой та вітер повіває. (Родинна)
3. Ой по горі вівчар вівці ганяє. (Парубоча)
4. Кому воля, а кому неволя. (Рекрутська)
5. Сидить дід на печі. (Жартівлива)
6. Ой там за яром брала дівка льон. (Вулична)
7. Куди вітер віє. (Вулична)
8. Ой вийду я на гіроньку. (Про кохання)
9. Гарбуз білий качається. (Жартівлива)
10. Ой чий же це двір. (Любовно-жартівлива)

##### Шостий десяток

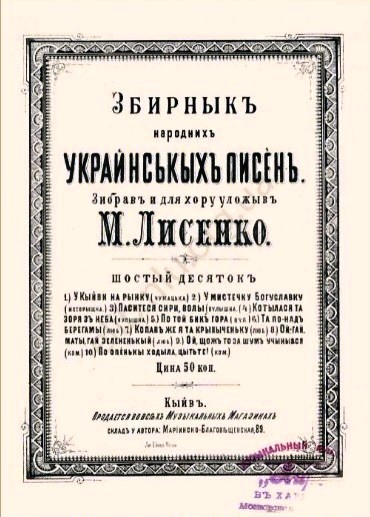
Обкладинка шостого десятка (Збірник народних українських пісень / зібрав і для хору уложив М. Лисенко). Київ, 1897)

Київ, 1897. Пісні № 1, 3, 5, 7, 9 — для чоловічого хору, № 2, 4, 6, 8, 10 — для мішаного хору.
1. У Києві на ринку. (Чумацька)
2. У містечку Богуславі. (Історична)
3. Пасітеся, сірі воли. (Вулична)
4. Котилася та зоря з неба. (Вулична)
5. По той бік гора. (Вулична)
6. Та понад берегами. (Про кохання)
7. Копав же я та криниченьку. (Про кохання)
8. Ой гай, мати, гай зелененький. (Про кохання)
9. Ой що ж то за шум учинився. (Жартівлива)
10. По опеньки ходила. (Жартівлива)

##### Сьомий десяток
Київ, 1898. Пісні № 1, 2, 4-6 — для чоловічого хору, № 3, 7-10 — для мішаного хору.
1. Ой у полі три криниченьки. (Про кохання)
2. Та жила вдова на край села. (Родинна)
3. Козак від'їжджає. (Про кохання)
4. Пожурилися молоді хлопці. (Козацька)
5. Ой ляше, ляше. (Історична)
6. Гей, по морю синьому. (Родинна)
7. Пливе човен, води повен. (Про кохання)
8. Козаченьку, куди йдеш. (Про кохання)
9. Ой летіла горлиця. (Вулична)
10. Верховино, ти світку наш. (Коломийка)

##### Восьмий десяток
Київ, 1898. Пісні № 3-8 — для чоловічого хору, № 1, 2, 9, 10 — для мішаного хору.
1. Ой ізійду я на могилу. (Родинна)
2. Шумить-гуде дібрівонька. (Про кохання)
3. Ой між вашою та громадою. (Бурлацька)
4. Пішла Оляна до броду. (Побутова)
5. Ой утеряв соловейко голос. (Про кохання)
6. Ой з-за гори, з-за крутої орел воду носить. (Про кохання)
7. Та туман яром. (Про кохання)
8. Ой що ж бо то та й за ворон. (Козацька)
9. На вгороді калинонька. (Про кохання)
10. Нехай же нас Бог рятує. (Побутова)

##### Дев'ятий десяток
Київ, 1900. Пісні № 1-3, 5, 7 — для чоловічого хору, № 3 4, 6, 8-10 — для мішаного хору.
1. Ой і негаразд, запорожці. (Історична)
2. Ой сів пугач на могилі. (Історична)
3. Максим козак Залізняк. (Історична)
4. Тече річка бережками. (Про кохання)
5. Червона калина та й у лузі стояла. (Рекрутська)
6. Посію я конопельки. (Про кохання)
7. Гей знаться, знаться, догадаться. (Про кохання)
8. Ой у полі озеречко. (Про кохання)
9. Чом, чом не прийшов? (Любовно-жартівлива)
10. Полюбила коваля. (Любовно-жартівлива)

##### Десятий десяток
Київ, 1900. Пісні № 1-8 — для чоловічого хору, № 9-10 — у двох варіантахдля чоловічого та мішаного хорів.
1. За Сибіром сонце сходить. (Історична)
2. Ой наварили та ляхи пива. (Історична)
3. Гей, послухайте, гей, повидайте. (Історична)
4. Червоная калинонька на яр подалася. (Про кохання)
5. Ой ти, зіронько, та вечірняя. (Вулична)
6. Ой ковалю, молодий ковалю. (Побутова)
7. Ой тихая вуличенька, тихая. (Про кохання)
8. Кучерява Катерина. (Жартівлива)
9. Як поїхав мій миленький до млина. (Жартівлива)

##### Одинадцятий десяток
Київ, 1903. Усі пісні — для чоловічого хору.
1. Про Морозенка. (Історична)
2. Ой 1791 року. (Історична)
3. Привертали вільні чумаченьки. (Чумацька)
4. Ой з-за гори, гей, та вилітали орли. (Чумацька)
5. Ой чого селезень смутний, невеселий. (Про кохання)
6. Ох, і закладався сизий орел. (Епічна)
7. Ой у полі круті гори. (Про жіночу долю)
8. Вітер, вітер коло хати. (Жартівлива)
9. Та казала мені Солоха: «Прийди». (Любовно-жартівлива)
10. Гей Волошин сіно косить. (Жартівлива)

##### Дванадцятий десяток
Київ, 1903. Пісні № 1-4 — для чоловічого хору, № 5-10 — для мішаного хору.
1. Ой горе, горе, не солдатськеє життя. (Рекрутська)
2. Туман, туман туманами. (Про кохання)
3. Гей, ой чиї ж сірі воли. (Про кохання)
4. Ой у полі билиночка коливається. (Родинна)
5. Ой по горах, по долинах. (Про кохання)
6. Чогось мені трудно-нудно. (Про кохання)
7. Пливе човен, води повен. (Про кохання)
8. Ой не цвіти буйним цвітом, зелений катране. (Про кохання)
9. Дівчинонько вірнесенька. (Про кохання)
10. Чи я не хазяйка, чи не господиня. (Жартівлива)

Пісні поза збірками, видані посмертно
- Виїхав Гонта. (Історична)
- Ой крикнула та лебідочка. (Козацька)
- Ой на горі та женці жнуть. (Історична)
- Та веселая та лебідонька. (Козацька)
- Ой у лузі при березі. (Козацька)
- Ой сяду я край віконця. (Любовно-жартівлива)
- На горі, горі ідуть мазури. (Любовно-жартівлива)
- Ой час-пора та до куреня. (Козацька)
- І шумить, і гуде. (Жартівлива, танок)

#### Для хору без супроводу
Триголосні обробки
- Ой внадився журавель. (Жартівлива)
- Од Києва до Лубен. (Жартівлива)
- Ой був та нема. (Любовно-жартівлива)
- Казав мені батько. (Жартівлива)
- Ой за гаєм, гаєм. (Любовно-жартівлива)
- У сусіда хата біла. (Родинна)
- Ой, бре, море, бре. (Побутова)
- Ой на горі жито. (Козацька)
- Туман яром котиться. (Парубоча, вулична)
- Ой по горах а сніги біліють. (Рекрутська)
- Ой казали вражі люди. (Про кохання)
- Час додому, час. (Жартівлива)
- Ой дівчина-горлиця. (Любовно-танкова)
- Добривечір, дівчино. (Про кохання)
- Ой ходила дівчина бережком. (Любовно-жартівлива)
- Ой вже чумак дочумакувався. (Чумацька)
- Нащо було старому жениться. (Жартівлива)
- Ой чия ти, дівчино, чия ти. (Про кохання)
- Чим я в мужа не жона. (Жартівлива)
- Гарбуз білий качається. (Жартівлива)
- Та забіліли сніги. (Чумацька)
- Ой та вітер повіває. (Родинна)
- Та поза садом, виноградом. (Рекрутська)

Чотириголосні обробки
- Ой гаю мій, гаю. (Про жіночу долю)
- Набирали некрутиків. (Рекрутська)
- Пішла мати на село. (Жартівлива)
- На тім боці, на толоці. (Про кохання)
- Коли б мені, Господи. (Жартівлива)
- Ой у лузі та і при березі. (Козацька)
- Ніхто ж не винен, сама я. (Про кохання)
- Ой лугом іду, голосок веду. (Про кохання)
- Ой орав мужик край дороги. (Жартівлива)
- Ой не знав козак, ой та не знав Софрон. (Історична)
- Максим козак Залізняк. (Історична)
- Ой не ходи, Грицю. (Про кохання)
- Ой у полі нивка. (Про кохання)
- Продав батько сірі воли. (Любовно-жартівлива)

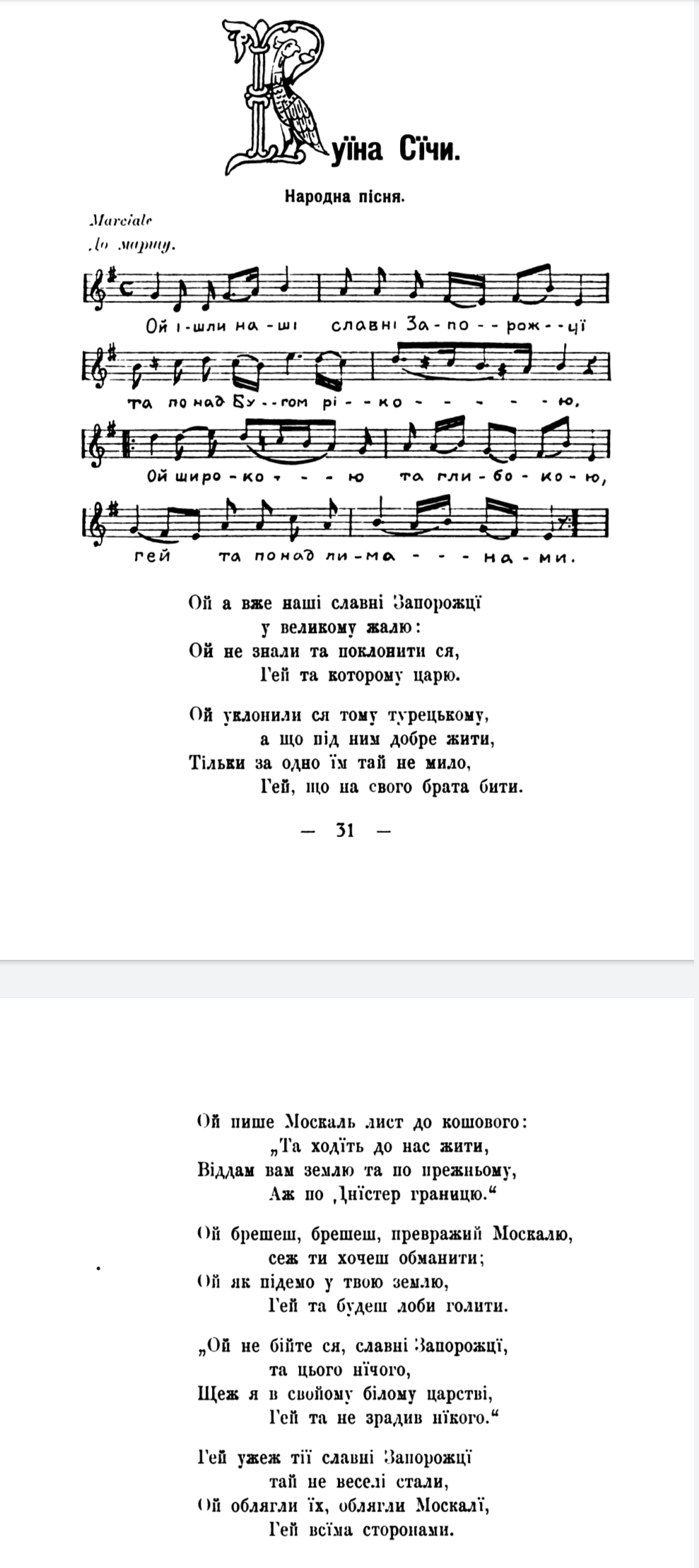
Українська народна пісня «Ой ішли нащі славні Запорожці» («Руїна Січи») з віденського видання 1916 року.

- Ой ішли наші славні запорожці. (Історична)
- Ой у полі озерце. (Про кохання)
- Туман яром, пшениченька полем. (Про кохання)
- Ой з-за гори, ой з-за крутої. (Про кохання)
- Ой що ж бо то та й за ворон. (Бурлацька)
- Стоїть явір над водою. (Козацька)
- Дівка в сінях стояла. (Любовно-жартівлива)
- Ох і горе, горе. (Гайдамацька)
- Ой на горі та женці жнуть. (Історична)
- Ой учора орав і сьогодні орав. (Про кохання)
- Ой гук, мати, гук. (Бурлацька)
- Зажурилась Україна.(Історична)
- Ой Морозе та Морозенку. (Історична)
- Там, де Ятрань круто в'ється.
- Ой мати, мати, мати. (Про кохання)
- Гей, не дивуйте, добрії люди. (Історична)
- Ой і не стелися, хрещатий барвінку. (Бурлацька)
- Ой у полі криниченька. (Чумацька)
- Ой і ти, гетьмане, ти, гетьмане. (Історична)
- Ой ішов я вулицею раз, раз. (Любовно-жартівлива)
- Не топила, не варила. (Жартівлива)
- Шумить, гуде дібровонька. (Про жіночу долю)
- Ой їхав Харко та із Жаботина. (Історична)
- На горі, горі їдуть Мазури. (Любовно-жартівлива)
- Ой любив та кохав. (Про кохання)
- Сонце низенько. (Про кохання)
- Ой пущу я кониченька. (Козацька)
- На бережку у ставка. (Любовно-жартівлива)
- Ой вийду я на гіроньку. (Про кохання)
- Забіяка. (Парубоча, вулична)
- Брови ж мої чорненькії. (Парубоча, вулична)
- Що у полі криниченька. (Чумацька)
- Коли б мати не била. (Жартівлива)
- Ой у полі круті гори. (Про жіночу долю)
- У містечку Богуславі. (Історична)
- Та казала мені Солоха: «Прийди». (Любовно-жартівлива)
- Серце, Марусю. (Про кохання)
- Лугом іду. (Любовно-жартівлива)
- Ой по горах а сніги біліють. (Рекрутська)
- Ой що ж то за шум учинився. (Жартівлива)
- Ой не було так нікому. (Кріпацька)
- Ой у полі на роздолі.
- Про козака Софрона. (Історична)
- Стелися, барвінку. (Про кохання)

### Обробки народних пісень інших народів
- Из-под дуба, из-под вяза. [З-під дуба, з-під в'яза]. (Російська пісня; для чоловічого хору)
- Moravci vojaci. [Моравські вояки]. (Моравська пісня; для чоловічого хору)
- Bude vojna, bude, kdo pak na nu pojde. [Буде війна, буде, хто на ж на неї піде]. (Моравська пісня)
- Уж ты, поле мое. [Ой ти ж поле моє]. (Російська пісня; для чоловічого хору)
- На Иванушке чепан. [На Іванковий чепан]. (Російська пісня)
- Сви шайкаше одоше лако. [Всі човнярі попливли тихо]. (Сербська пісня; для чоловічого хору)
- Дика плава, лане моє. [Мила дівчина, красуня моя]. (Сербська пісня; для чоловічого хору)
- Что пониже было города Саратова. [Що було за містом Саратов]. (Російська пісня; Для чоловічого хору)
- Во лузях. [В лугах]. (Російська пісня; для чоловічого хору)
- Я сам србинъ. [Я — серб]. (Сербська пісня; для чоловічого хору)
- Солнце закатилося за темные леса. [Сонце зайшло за темні ліси]. (Російська пісня; для чоловічого хору)
- Винный наш колодезь. (Російська пісня; для чоловічого хору)

«Букет» з моравських народних пісень для чоловічого хору з супроводом фортепіано
- Ach ovej, ovej, co mne hlava boli. [Ох болить моя голівонька]
- Bude vojna, bude. [Буде війна, буде]
- Neni, neni jako dobre delat. [Тепер як добре робити]

Вінок з польських народних пісень для чоловічого хору
- Oblechi ja źapan. [Одягну я жупан]
- A w Warszawie. [А у Варшаві]
- Podkyweczki dajcie ognia. [Підківочки, дайте жару]

### Духовні хорові твори
- Кант Розп'яттю Христову («Хресним древом розп'ятого») для мішаного хору
- «Діва днесь». Псальма (Різдвяна псальма) для мішаного хору (не пізніше 1893)
- Херувимська (на канонічний релігійний текст) для мішаного хору (1898)
- «Камо пойду от лица Твоего, Господи, і от Духа твоєго камо біжу…» на текст 138 псалма Давидового. Концерт. Для мішаного хору без супроводу (1909, липень)
- «Пречиста Діво, мати Руського краю». Молитва (псальма). На мотив лірницької пісні. Для мішаного хору (1909)
- Kyrie Eleison[2]

## Для симфонічного оркестру
- Русская pizzicato (1859)
- Менует і Адажіо, Увертюра на тему укр. нар. пісні «Ой запив козак, запив» (1869, лютий, рукопис не знайдено)
- Симфонія, перша частина, також «Юнацька симфонія» (1869, серпень)
- Фантазія «Український козак-шумка» op. 4 (1872)
- Capriccio elegico для скрипки та симфонічного оркестру (1893)

## Камерно-інструментальні твори
- Струнний квартет, 3 частини (1868, квітень)
- Тріо для двох скрипок та альта (1869)

### Дляскрипкизфортепіано
- Фантазія на дві українські народні теми для скрипки (або флейти) та фортепіано (1872—1873)
- Елегійне капричіо (1894)
- Елегія до дня роковин смерті Т.Шевченка (1912, 19 січня)
- Обробка української народної пісні «Сонце низенько» (1912)
- «Хвилина розпачу» для скрипки (або віолончелі) з фортепіано (транскрипція однойменного фортепіанного твору з «Альбому особистого» op. 42)
- Романс для скрипки й фортепіано (транскрипція однойменного фортепіанного твору)

### Длявіолончеліі фортепіано
- Елегія «Сум» (транскрипція фортепіанної п'єси «Журба» з «Альбому літа 1901 р.» op. 39) (1901)

## Фортепіанні твори
- Полька (1851)
- Українська сюїта у формі старовинних танців (1867—1869)

- Вальс e-moll (1868)
- Ноктюрн прощальний B-dur (1869, 18 вересня)
- 2 концертні полонези (1875)
- Ноктюрн b-moll op. 9 (1874)
- Два вальси op. 17 (1874):
  1. Меланхолійний вальс h-moll
  2. Концертний вальс As-dur
- Великий концертний вальс d-moll op. 6 (1875)
- Перша рапсодія на дві українські народні теми op. 8 (1875)
- Соната a-moll op. 16 (1875)
- Дві пісні без слів op. 10 (1876):
  - Пісня без слів e-moll
  - Пісня без слів b-moll
- Скерцино G-dur op. 11 (1876)
- Мрія (на тему народної пісні «На солодкім меду») d-moll op. 12 (1876)

- Мрія («Образки минулого»; авторська назва — «Образки з колишнього») d-moll op. 13 (1876)
- Дві мазурки op. 14 (1876):
  1. Мазурка C-dur
  2. Мазурка c-moll
- Баркарола e-moll op. 15 (1876, 21 лютого)

- Гавот на тему української народної пісні «Ходить гарбуз по городу» d-moll op. 22 (1876)
- Друга рапсодія на українські народні теми («Думка-шумка») A-dur, op. 18 (1877)

- Ноктюрн cis-moll op. 19 (1876—1877)
- Епічний фрагмент (C-дорійський — C-dur) op. 20 (1876)

- Третій полонез op. 23 (1877)
- Героїчне скерцо f-moll op. 25 (1879—1880)
- Рондо B-dur op. 24 (1882)
- Серенада f-moll op. 28 (1893, 1 травня)
- Менует op. 29 (1884) (загублено)
- При колисці h-moll op. 33 (1895, 20 листопада)

- Романс As-dur op. 27 (1885—1886)
- Вальс d-moll op. 35 (1897?)
- Гавот F-dur op. 30 (1888)
- Пісня без слів F-dur op. 31 (1888)
- З-над моря («Хвилеві образки») (1888)
- Фрейлях (не раніше за 1888)
- Урочистий марш (1890)
- Весільний марш (1896)
- Ескіз в дорійському ладі (1899?)
- Журба f-moll (1899)
- Три ескізи
  1. A-dur
  2. b-moll (на тему сказителя билин Рябініна) (не раніше 1902)
  3. f-moll (1899)
- На часі. Три п'єси з «Альбому літа 1900 р.» op. 37 (1900):
  1. Признання f-moll
  2. Пісня кохання f-moll

- 1. Серенада Des-dur
- Три українські народні пісні:
  1. «Без тебе, Олесю» (g-moll) (не пізніше 1898)
  2. «Пливе човен, води повен» (h-moll) (не пізніше 1903)
  3. «Ой, зрада, карі очі, зрада» (g-moll) (не пізніше 1902)
- Експромт (у стилі Шопена) gis-moll op. 38 (1900)
- Три п'єси з «Альбому літа 1901 р.» op. 39 (1901):
  1. Вальс «Розлука» c-moll

- 1. Урочистий марш C-dur
  2. Елегія «Журба» e-moll
- Дві п'єси з «Альбому особистого» (D'alboum private) op. 40:
  1. Хвилина розпачу fis-moll
  2. Хвилина зачарування Ges-dur
- Три п'єси «Альбому літа 1902 р.» op. 41 (1902):
  1. Знемога й дожидання F-dur
  2. Враження від радісного дня A-dur
  3. Елегія fis-moll
- Експромт a-moll (1904, 8 квітня)
- Прелюд c-moll (1904)
- Тарантела As-dur (1904)
- Запорізький марш (1905?)

- Обозний марш (не пізніше 1907)
- Туш-експромт «Слава» D-dur (1907)
- На вхідчини (1908, квітень)
- Сумний спів d-moll (1909)
- 1-е Мая (bagatelle — fugitive) F-dur (1909)
- Кубанський військовий марш (1911/1908?)

## Музикознавча спадщина
- Лисенко М. Про народну пісню і про народність в музиці / Ред., передм. та прим. М. Гордійчука. — К., 1955;
- Характеристика музыкальных особенностей украинских дум и песен, исполняемых кобзарем Вересаем. IX. 1873 // Записки Юго- Западного Отдела Русского Географического Общества. — К., 1874;
  - передруки — у кн.: Кобзарь Остап Вересай. — К., 1874;
  - укр. мовою: Характеристика музичних особливостей українських дум і пісень, виконуваних кобзарем Вересаєм. — К., 1978;
- Дума о Хмельницком и Барабаше // Киевская старина. — 1888. — Июль;
  - передрук укр. мовою: Дума про Хмельницького та Барабаша // Лисенко М. Про народну пісню і про народність в музиці. — К., 1955;
- О торбане и музыке песен Видорта // Киевская старина. — 1892. — Март;
  - передрук укр. мовою: Про торбан і музику пісень Відорта // Про народну пісню і про народність в музиці. — К., 1955;
- Народні музичні інструменти на Україні // Зоря (Львів). — 1894. — N" 1, 4—10;
  - передрук.: Народні музичні інструменти на Україні. — К., 1955.

### Листи
- Листи / Упоряд. Ост. Лисенка, ред. Л. Кауфмана, вступ, ст. М. Рильського. — К., 1964;
- Листи / Упоряд., передм., комент. Р. Скорульськоі. — К., 2004;